# エルデネツォグト
エルデネツォグト郡（モンゴル語: Эрдэнэцогт сум、英語: Erdenetsogt District）は、モンゴル国南部バヤンホンゴル県の郡（ソム）。2006年時点の人口は4,235人。